# Rhacophorus hongchibaensis
Rhacophorus hongchibaensis es una especie de anfibio anuro de la familia Rhacophoridae.

## Distribución geográfica
Esta especie es endémica del municipio de Chongqing en China.

## Etimología
El nombre de la especie está compuesto de hongchiba y del sufijo latino -ensis que significa "que vive, que habita", y se le dio en referencia al lugar de su descubrimiento, Hongchiba en el condado de Wuxi.

## Publicación original
- Li, Liu, Chen, Wu, Murphy, Zhao, Wang & Zhang, 2012: Molecular phylogeny of treefrogs in the Rhacophorus dugritei species complex (Anura: Rhacophoridae), with descriptions of two new species. Zoological Journal of the Linnean Society, vol. 165, n.º 1, p. 143-162.[3]